# Eoophyla conjunctalis
Eoophyla conjunctalis is een vlinder uit de familie van de grasmotten (Crambidae), uit de onderfamilie van de Acentropinae. De wetenschappelijke naam van deze soort is voor het eerst gepubliceerd in 1917 door Alfred Ernest Wileman en Richard South.
De soort komt voor in Taiwan.